# OŠ „Stanislav Sremčević” Kragujevac
Osnovna škola „Stanislav Sremčević“ je jedna od najvećih škola u Kragujevcu i smeštena je u naselju Erdoglija. Ukupno ima 1065 đaka, koji su raspoređeni u 43 odeljenja, od toga 22 odeljenja od I do IV, i 21 odeljenje od V do VIII razreda. U proseku u odeljenjima ima po 25 učenika.
Zbog obaveza roditelja škola održava celodnevnu nastavu za učenike prvog i drugog razreda. Učenici su u školi od 6:30 do 15:30. Svaki razred ima po dva odeljenja u kojima rade po dva učitelja. U školi je zastupljena horizontakna podela smena, koja podrazumeva da su u jednoj smeni mlađi razredi, a u drugoj stariji razredi.
Sredstvima lokalne samouprave renovirana je sala koja je postala jedna od najmodernijih u Kragujevcu. Opremljen i modernizovan kabinet za informatiku. Škola uzima učešće u više TV emisija i uspostavlja aktivnu saradnju sa lokalnom zajednicom.
U maju školske 2009/10. svečano je obeležen osamdeseti rođendan škole. Tim povodom snimljen je dokumentarni film o radu škole.
U toku školske 2010/11. godine škola je formirala tim za inkluzivno obrazovanje koji je konkurisao za DILS projekat i prošao, tako da su članovi tima dobili više obuka, a škola novčana sredstva za opremanje i prilagođavanje školskog prostora učenicima kojima je potrebna dodatna podrška u obrazovanju.

## Istorija škole
Vojno – tehnički  zavod, 1. septembra 1929. godine, predaje opštinskoj upravi na korišćenje školu i ona počinje sa radom. Bila je to peta osnovma škola u Kragujevcu. Škola je obuhvatala rejon Radničke kolonije, Erdoglije i Palilule. Dobila je naziv Državna narodna škola „Radnička kolonija“. Prosečan broj učenika po odeljenjima je bio 43. Školske 1929/30. u školi je počelo da radi i prvo zabavište za decu od 5 do 7 godina. Prvi upraviitelj škole bio je Dragić Popović, koji je radio i kao učitelj.
Škola je stalno napredovala i širila se. Školske 1934/35. formirano je i pomoćno (specijalno) odeljenje, za rad sa decom sa smetnjama u psihofizičkom razvoju.
Godine početka rata, školske 1940/41, škola je radila sve do 1. aprila 1941. godine. Nakon bombardovanja Beograda prekida rad do 3. maja, kada je ponovo počela sa radom i tu školsku godinu završava 25. juna. Škola je radila tokom svih ratnih godina.
Na kraju rata školske 1945/46. škola započinje rad po novom nastavnom planu sa 11 predmeta: srpski jezik, istorija, zemljopis, poznavanje prirode, račun, ručni rad, pisanje, pevanje, telesno vežbanje, crtanje i veronauka.
Školske 1950/51. počinje sa radom jedinstvena osmogodišnja škola, koja je imala 20 odeljenja i 875 đaka. 1951. naša škola je proglašena za vežbaonicu Više pedagoške škole.
Ime Osnovna škola „Stanislav Sremčević“ nosi od 1959. godine.
U sastavu naše škole bile su četvororazredna škola u Stanovu i Malim Pčelicama, tako da je školske 1961/62. Imala 1802 učenika i 45 odeljenje.
Kamen temeljac za novu zgradu postavljen je 14. juna 1974. godine, a već 13. oktobra 1975. u nju su ušli prvi đaci. Dobrodošlicu im je poželeo tadašnji direktor Radoica Petrović. 
Osnovna škola „Jan Amos Komenski“ iz Skoplja, 1976. godine, postaje nam škola pobratim. Saradnja sa ovom školom je nastavljena do današnjih dana. Ta, 1976. Godina, značajna je i po tome što se uvodi novi oblik obrazovno vaspitnog rada – produženi boravak.
Školske 1997/98. U školi je bilo 1485 učenika u 52 odeljenja. Malim, ali sigurnim koracima, škola je gradila svoj imidž, tako da je postala jedna od najmodernijih škola u gradu.
NATO agresija, 24. marta 1999. godine obustavlja rad, a nastavničko veće 7. juna održava sednicu gde verifikuje uspeh učenika.
Nakon rata, svečano je proslavljen sedamdeseti rodjendan škole, a tim povodom je izdata monografija „Sedam decenija osnovne škole Stanislav Sremčević u Kragujevcu“, autorke Stanke Jovović, bivše direktorke škole. Moderno je opremljen kabinet za fiziku i štampan je specijalni broj „Dečje iskre“ posvećen školi.

## Spoljašnje veze
- Sajt škole